# One Second
One Second — п'ятий студійний альбом швейцарської групи Yello, вважається критиками найкращим альбомом колективу за всю його історію. Вийшов у 1987 році на студії Mercury. В цьому альбомі музиканти звернулись до латиноамериканських ритмів та запросили відомих вокалістів — Ширлі Бесі та Біллі МакКензі. Альбом увійшов до британських та американських чартів, композиції «The Rhythm Divine» та «Oh Yeah» стали хітами. Композиція «Call It Love» була використана в одному з епізодів популярного у США серіалу «Поліція Маямі». Альбом був перевиданий у 2005 році, в ньому окрім оригінальних композицій присутні кілька бонус-треків.

## Список композицій
1. «La Habanera»
2. «Moon On Ice»
3. «Call It Love»
4. «Le Secret Farida»
5. «Hawaiian Chance»
6. «The Rhythm Divine»
7. «Santiago»
8. «Goldrush»
9. «Oh Yeah»
10. «Dr. Van Steiner»
11. «Si Senor The Hairy Grill»
12. «L'Hôtel»

## Список композицій з альбому-перевидання 2005 року
1. «La Habanera»
2. «Moon On Ice»
3. «Call It Love»
4. «Le Secret Farida»
5. «Hawaiian Chance»
6. «The Rhythm Divine»
7. «Santiago»
8. «Goldrush»
9. «Dr. Van Steiner»
10. «Si Senor The Hairy Grill»
11. «L'Hôtel»
12. «Goldrush II (12» Mix)"
13. «The Rhythm Divine (1992 Version)»
14. «Call It Love (12» Mix)"
15. «Life Is A Snowball»
16. «Tool In Rose»

## Місця в чартах
| Країна          | Найвища позиція |
| --------------- | --------------- |
| Швейцарія       | 4               |
| Австрія         | 6               |
| Швеція          | 24              |
| Нова Зеландія   | 36              |
| Велика Британія | 48              |
| США             | 92              |

Сингли — британський чарт
| Дата         | Сингл               | Чарт                          | Місце |
| ------------ | ------------------- | ----------------------------- | ----- |
| Серпень 1986 | «Goldrush»          | The Official UK Singles Chart | 54    |
| Серпень 1987 | «The Rhythm Divine» | The Official UK Singles Chart | 54    |